# أوسكار دا كوستا
أوسكار دا كوستا (1907 - 1936) (بالإنجليزية: Oscar Da Costa)‏ هو لاعب كريكت جامايكي. شارك مع منتخب الهند الغربية للكريكت.

## وصلات خارجية
- أوسكار دا كوستا على موقع إي آس بي آن كريك إنفو (الإنجليزية)